# Климовская (Московская область)
Климовская — деревня в Шатурском муниципальном районе Московской области. Входит в состав Кривандинского сельского поселения. Население — 10 человек (2010).

## Расположение
Деревня Климовская расположена в центральной части Шатурского района, расстояние до МКАД порядка 134 км. Высота над уровнем моря 146 м.

## Название
В письменных источниках деревня упоминается как Климовская.
Название связано с личным именем Клим или фамилией Климов.

## История
Впервые упоминается в писцовой Владимирской книге В. Кропоткина 1637—1648 гг. как деревня Климовская Туголесской волости Владимирского уезда. Деревня принадлежала Евстрату Афанасьевичу Молчанову.
Последними владельцами деревни перед отменой крепостного права были Петр Иванович Крюков и Николай Александрович Львов.
После отмены крепостного права деревня вошла в состав Лузгаринской волости.
После Октябрьской революции 1917 года был образован Климовский сельсовет в составе Лузгаринской волости Егорьевского уезда Рязанской губернии. В сельсовет входили деревни Мелиховская и Климовская.
В 1925 году из Климовского сельсовета был выделен Мелиховский. В 1926 году Климовский сельсовет был упразднён, а деревня Климовская вошла в состав Алексино-Туголесского сельсовета. В ходе реформы административно-территориального деления СССР в 1929 году деревня Климовская в составе Алексино-Туголесского сельсовета передана в Шатурский район Орехово-Зуевского округа Московской области.
В 1972 году Алексино-Туголесский сельсовет был переименован в Лузгаринский.

## Население
| 1859 | 1868 | 1885 | 1905 | 1926 | 1931 |
| ---- | ---- | ---- | ---- | ---- | ---- |
| 102  | ↗125 | ↗182 | ↗232 | ↗233 | ↗280 |
| 1970 | 1993 | 2002 | 2006 | 2010 |      |
| ↘39  | ↘8   | ↘5   | ↗10  | →10  |      |